# Patrick White

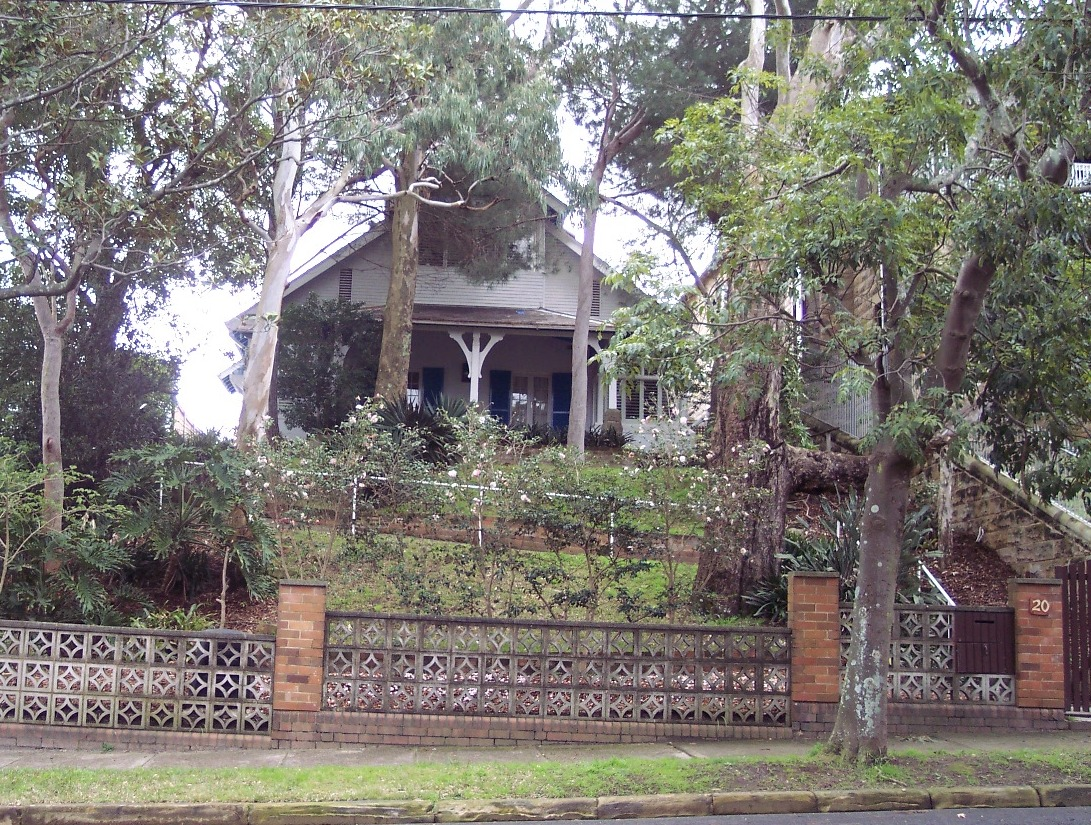
Patrick Whites hus.

Patrick White, född 28 maj 1912 i Knightsbridge, Kensington and Chelsea, London, Storbritannien, död 30 september 1990 i Sydney, New South Wales, Australien, var en australisk författare.

## Biografi
White föddes i London av australiska föräldrar. Han växte upp i Sydney i Australien men sändes redan som 13-åring tillbaka till England för att gå i skola. Under andra världskriget tjänstgjorde White i den brittiska underrättelsetjänsten i Mellanöstern och i Grekland. År 1946 återvände han för gott till hemlandet Australien. Hans litterära genombrott kom 1955 med nybyggareposet The tree of man (Livets träd). År 1973 tilldelades han Nobelpriset i litteratur; den första och hittills (2021) enda australiern som erhållit priset.

## Svenska översättningar
- De fyra utkorade (Riders in the Chariot) (översättning Torsten Blomkvist, Bonnier,  1964)
- Den oförstörbara mandalan (The Solid Mandala) (översättning Ingegärd Martinell, Bonnier, 1969)
- Livets träd (The Tree of Man) (översättning Magnus K:son Lindberg, Bonner, 1970)
- Målaren (The Vivisector) (översättning Magnus K:son Lindberg, Bonnier, 1973)
- Stormens öga (The Eye of the Storm) (översättning Magnus K:son Lindberg, Forum, 1975)
- En frans av löv (A Fringe of Leaves) (översättning Roland Adlerberth, Forum, 1979)
- Fallet Twyborn (The Twyborn Affair) (översättning Ingegärd Martinell, Forum, 1981)
- Voss (Voss) (översättning Ingegärd Martinell, Forum, 1983)
- Skavanker i spegeln: ett självporträtt (Flaws in the Glass) (översättning Ingegärd Martinell, Forum, 1984)
- Det kluvna minnet: Alex Xenophon Demirjian Grays memoarer (Memoirs of Many in one by Alex Xenophon Demirjian Gray) (översättning Ingegärd Martinell, Forum, 1989)
- Tant Theodora (The Aunt's Story) (översättning Ingegärd Martinell, Forum, 1991)